# Fintis
Fintis fue una filósofa pitagórica, probablemente del siglo III a. C., nacida y fallecida en Crotona. Escribió un trabajo sobre el comportamiento correcto de las mujeres, dos de cuyos extractos están conservados por Estobeo, Sobre la templanza de la mujer.

## Biografía
Según Estobeo, Fintis era hija de Calícrates. Holger Thesleff sugiere que este Calícrates podría identificarse con Calicrátidas, un general espartano que murió en la batalla de Arginusas. Si fuese así, esto haría de Fintis una espartana que habría nacido hacia finales del siglo V a. C., y su florecimiento habría tenido lugar en el siglo IV. I. M. Plant considera que esta enmienda es "fantasiosa". Jámblico menciona una Filtis en su lista de pitagóricos femeninos; dice que ella era de Crotona y que su padre se llamaba Teofris. I. M. Plant cree que la Filtis de Jámblico, aunque también es pitagórica, es distinta de la Fintis de Estobeo. 

## Obra
Dos fragmentos atribuidos a Fintis se conservan en Estobeo. Sin embargo, no todos los estudiosos están de acuerdo en que son auténticos: Lefkowitz y Fant argumentan que las obras atribuidas a las mujeres pitagóricas, incluyendo a Fintis, eran en realidad ejercicios retóricos escritos por hombres. Están escritas en el dialecto dórico, y equivalen a unas 80 líneas de prosa. El lenguaje utilizado data de alrededor del siglo IV a. C., aunque algunas de sus características parecen ser arcaísmos deliberados; probablemente fue compuesto en el siglo III a. C., aunque una fecha tan tardía como el siglo II d. C. fue sugerida por Friedrich Wilhelm en 1915. Los fragmentos discuten las diferencias entre hombres y mujeres, y defienden la castidad como la virtud más importante para las mujeres. Da una serie de formas en que las mujeres deben practicar el autocontrol, y concluyen que la forma más efectiva es tener relaciones sexuales con su esposo solo para producir hijos legítimos. Junto con su defensa de la castidad de las mujeres, Fintis sostiene que la práctica de la filosofía es apropiada tanto para las mujeres como para los hombres.
En cuanto a los fragmentos que sobrevivieron, incorporan el supuesto pitagórico de que las naturalezas de los hombres y las mujeres, aunque tienen mucho en común, en algunas formas esenciales, son diferentes.
“Una mujer debe ser del todo buena y ordenada; sin la excelencia nunca se volvería así. La excelencia apropiada para cada cosa hace superior a lo que es receptivo: la excelencia apropiada para los ojos hace que los ojos sean tan apropiados para el oído, la facultad de escuchar, el adecuado para un caballo, un caballo, el adecuado a un hombre, un hombre. Así también la excelencia apropiada para la mujer hace a una mujer excelente. La excelencia más apropiada para una mujer es la moderación. Para, a cuenta de esta virtud, ella podrá honrar y amar a su esposo.” (Fragmento del texto “Sobre la moderación de la mujer”).
La autora lo que pretende decir es que la excelencia, en unas personas u otras, es distinta, mencionando que la moderación es lo más adecuado para las mujeres. Las cualidades del cuerpo son apropiadas para tanto hombre como mujer, ya que el cuerpo es salud, fuerza, agudeza de percepción y belleza.
Fintis afirma que la moderación es más apropiada para una mujer virtuosa. El mundo perfecto para Fintis sería que las mujeres ignoran las realidades de su situación social. Dado que el orden social es como es, ella plantea la pregunta de si es nuestra la responsabilidad moral de vivir nuestras vidas, de acuerdo con cualquier moral. La teoría tiene en cuenta nuestras circunstancias especiales. Según Fintis, sostiene también que, si no se ejercitan las virtudes del coraje y la sabiduría, la comunidad sufrirá engaños y violencia, tanto de otras ciudades, como de sus propios miembros. Por otra parte, describe que, cuando se casó, ella hizo un juramento, junto con ella, los padres y todos sus parientes. El juramento fue para los dioses de ella, con el propósito de asegurar divina protección para toda la familia. La infidelidad pone en peligro esta protección, y, por tanto, a toda la familia. Además de la injusticia que ella comete contra la familia cuando pone en peligro su protección divina, ella comete con este hecho un delito civil contra el país. El matrimonio transfiere la custodia de una mujer de sus padres a su marido. La mujer viola esta tutela por "no permanecer entre los que fueron debidamente nombrados para ella". Este es un crimen peor que los que normalmente se castigan con la muerte. La mujer infiel no puede esperar misericordia, tampoco, porque los reclamos exculpatorios habituales (engaño, engaño, fuerza por parte de su amante) no están disponibles: su motivación para violar la ley fue el más básico de los motivos criminales: el placer.